# István Dobi
István Dobi, né le 31 décembre 1898 à Komárom et mort le 24 novembre 1968 à Budapest, est un homme d'État hongrois. Il est Premier ministre de 1948 à 1952 puis chef de l'État jusqu'en 1967.

## Biographie
Né dans une famille modeste de province, il milite dans les mouvements qui défendent la classe paysanne. Il rejoint le parti social-démocratique en 1936 qu'il quitte pour entrer au Parti civique indépendant des petits propriétaires et des travailleurs agraires. Pendant la seconde guerre mondiale, il est garde dans un bataillon de travail dans l'armée hongroise. Après guerre, il est élu député puis est nommé ministre de l'agriculture sous le gouvernement de Ferenc Nagy en 1946. Il démissionne de son poste puis, après l'arrestation de Béla Kovács en février 1947, il prend la direction du parti des petits propriétaires. Il revient au pouvoir en tant que ministre sans porte-feuille. Il est nommé Premier ministre en décembre 1948 jusqu'au 14 aout 1952, date à laquelle il est nommé président du conseil présidentiel (« praesidium de la République du peuple ») en remplacement de Sándor Rónai démissionnaire. Durant l'insurrection de Budapest, de par sa fonction honorifique, il n'a que peu d'emprise sur les évènements de 1956. Il rejoint en 1959 le parti socialiste ouvrier hongrois et est élu au comité central. Il démissionne de son poste de président du conseil présidentiel le 13 avril 1967 pour raisons de santé. Il meurt à Budapest en novembre 1968.